# Cormeilles-en-Parisis
Cormeilles-en-Parisis este o comună franceză, situată în departamentul Val-d'Oise, în regiunea Île-de-France.

## Geografie

### Descriere
În ciuda apropierii sale de Paris, care se află la 17 km, Cormeilles-en-Parisis este o comună destul de verde, situată pe versantul și la baza sudică a dealului Cormeilles (unul dintre cele două dealuri din Parisis), în timp ce Franconville și Sannois sunt situate pe versantul și la baza nordică a dealului, Argenteuil la extremitatea sa estică și Montigny-lès-Cormeilles la extremitatea sa vestică.
Suprafața sa este de 8,48 km², iar altitudinea sa minimă este de 22 de metri (pe malul Senei) și altitudinea maximă de 170 de metri (de o parte și de alta a drumului Stratégique). Altitudinea medie este de 79 de metri. Spațiile împădurite și spațiile verzi reprezintă o suprafață de 141 ha, adică 1,41 km², ceea ce constituie 16,6% din teritoriul său.

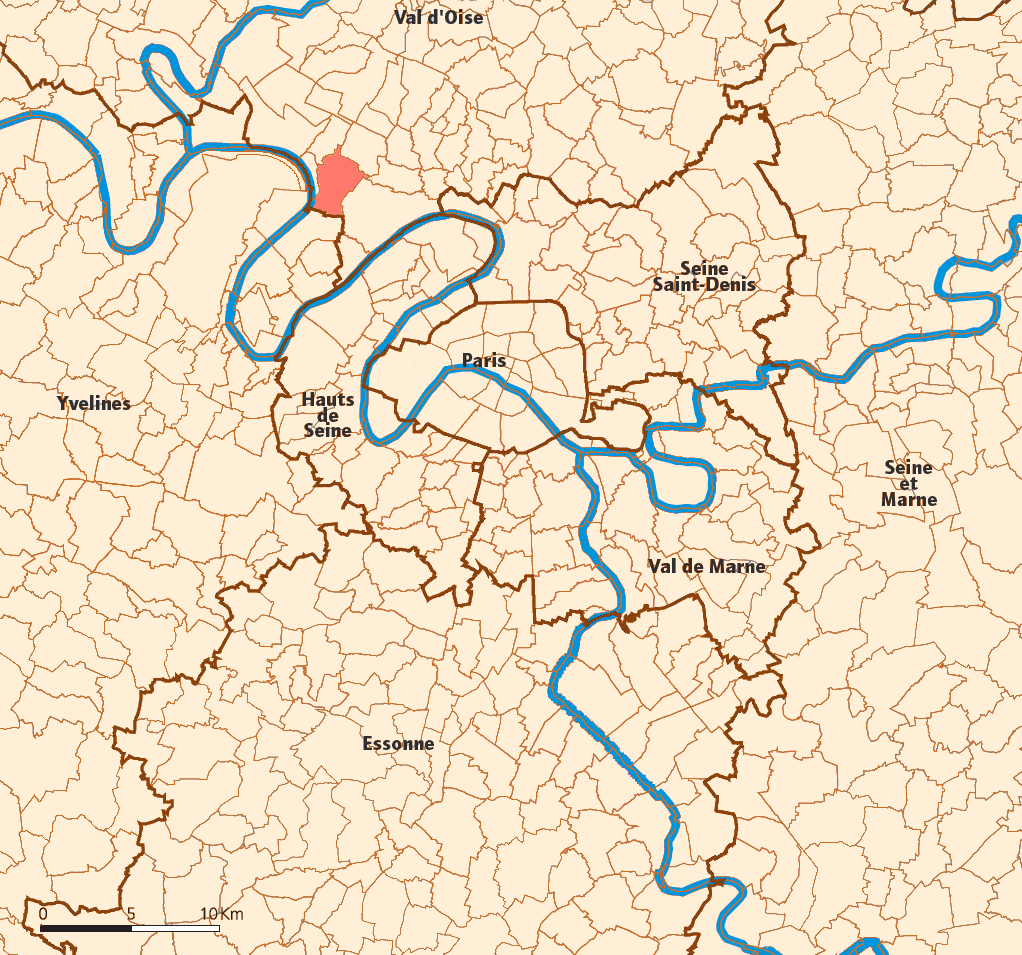
Poziție în marea coroană pariziană.

### Comune limitrofe
| Montigny-lès-Cormeilles | Franconville | Sannois    |
| La Frette-sur-Seine     |              | Argenteuil |
| Sena Maisons-Laffitte   | Sartrouville | Argenteuil |

### Hidrografie
Comuna este tangentă la sud-vestul teritoriului său pe o lungime de 900 de metri cu unul dintre meandrele Senei.

### Clima
În 2010, clima comunei este de tipul climatului oceanic degradat al câmpiilor din Centru și Nord, conform unui studiu al Centrului Național de Cercetare Științifică (CNRS) pe baza unui set de date care acoperă perioada 1971-2000 bazat pe o serie de date din perioada 1971-2000. În 2020, Météo-France a publicat o tipologie a climatului pentru Franța metropolitană, în care comuna este expusă unui climat oceanic și se află în regiunea climatică Sud-vest a bazinului Parisian, caracterizată printr-o ploaie redusă, în special primăvara (120-150 mm) și un iarnă rece (3,5 °C).
Pentru perioada 1971-2000, temperatura anuală medie este de 11,5 °C, cu o amplitudine termică anuală de 14,9 °C. Cumulul anual mediu de precipitații este de 677 mm, cu 11 zile de precipitații în ianuarie și 7,7 zile în iulie. Pentru perioada 1991-2020, temperatura medie anuală observată la stația meteorologică Météo-France cea mai apropiată, situată în comuna Pontoise la 11 km distanță, este de 12,5 °C, iar cumulul anual mediu de precipitații este de 666,7 mm.
Parametrii climatici ai comunei au fost estimați pentru mijlocul secolului (2041-2070) conform diferitelor scenarii de emisie de gaze cu efect de seră, bazate pe noile proiecții climatice de referință DRIAS-2020. Aceștia pot fi consultați pe un site dedicat publicat de Météo-France în noiembrie 2022.

## Urbanism

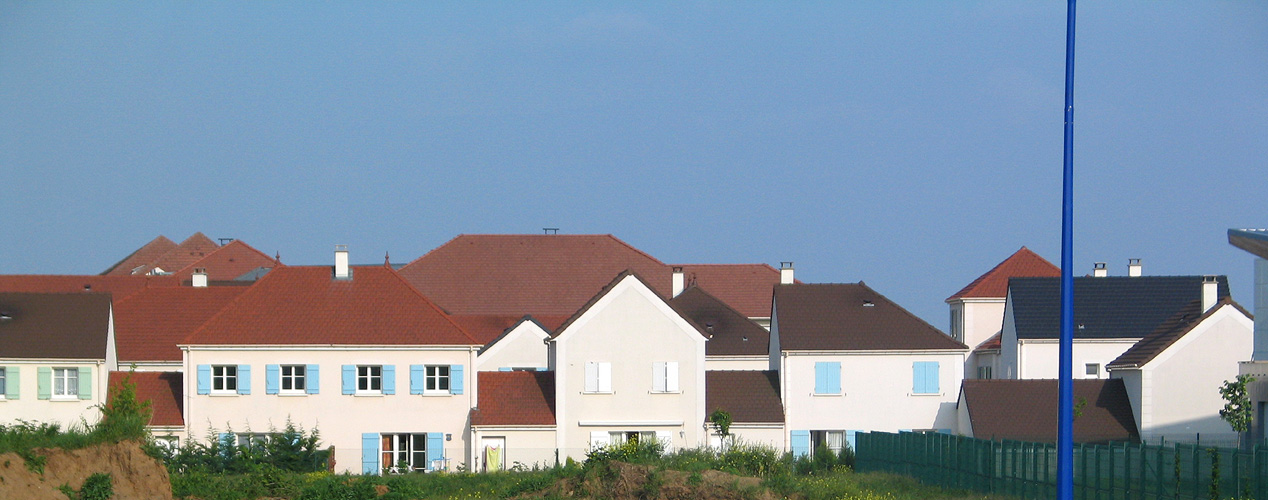
Peisaj rezidențial al cartierului: Les Bois Rochefort.

### Tipologie
La 1 ianuarie 2024, Cormeilles-en-Parisis este clasificată drept un mare centru urban, conform noii grile comunale de densitate în șapte niveluri, definită de INSEE (Institutul Național de Statistică și Studii Economice) în 2022. Face parte din unitatea urbană a Parisului, o aglomerație interdepartamentală care cuprinde 407 comune, dintre care Cormeilles-en-Parisis este o comună suburbană. De asemenea, comuna face parte din zona metropolitană a Parisului, fiind o comună din polul principal. Această zonă cuprinde 1.929 de comune.

## Căi de comunicație și transporturi

### Drumuri
Orașul este deservit de D 392 (fosta N 192), creată ca drum pietruit în 1837, fost drum regal care mergea de la Paris la abația Maubuisson (Saint-Ouen-l'Aumône), trecând cu un bac pe Sena și intersecția La Grâce de Dieu din Bezons și Zona comercială La Patte d'oie din Herblay. Acest drum a marcat limita sudică a construcțiilor din sat până la sosirea căii ferate la Cormeilles, în 1892. Cormeilles este ușor accesibil prin A15 de la La Patte d'oie din Herblay (ieșirea nr. 5).

### Calea ferată
Gara Cormeilles-en-Parisis, situată pe linia Paris-Saint-Lazare – Mantes-Station prin Conflans-Sainte-Honorine și pe linia Paris-Saint-Lazare – Gisors, este deservită de trenurile liniei J din rețeaua Transilien (Paris-Saint-Lazare), care fac legătura între Cormeilles și Gara Paris Saint-Lazare în 16 minute (minim).

## Toponimie

### Atestări vechi
Numele localității este atestat sub formele:
- Cormoletus în anul 697[22], în documentul regal al lui Childebert al IV-lea, unde acesta dă „mănăstirii din Argenteuil pădurea regală numită Cormoletus, pe râul Sena, în ținutul Parisis”[23].
- Cormeliis în anul 832[22], în documentul abatelui Hilduin (abația Saint-Denis), care precizează obligațiile locuitorilor din diferite localități, inclusiv Cormeliis[24], de a furniza hrana necesară abației[25].
- Cormeliœ in Parisiaco în anul 862, în documentul regal al lui Carol cel Pleșuv, unde acesta aprobă o altă tranzacție între abatele de Saint-Denis, Louis, și clerici[24][26].
- Cormeliarum in Parisiaco în anul 1233, într-un act de vânzare de la Rodolphe de Montigny către abația Saint-Denis[27][28].
- Cormeliae în anul 1247, într-un act de vânzare de la Germond de Fontenay către abația Saint-Denis[29][30].
- Cormellae in parisio în anul 1250[31].
- Cormeilles en Parisy în anul 1509, într-un contract de delimitare a drumului vecin cu Fosse des Gazons. Fosse des Gazons în 1509 este un iaz în zona actualei străzi Rue de la République[32][33].
- Cormeille En Parisis în anul 1753, în Cartea Cantoanelor Senioriei Abației Saint-Denis conform lui J.-B. d'Espingre[n 7].
- Cormeil en Parisis în anul 1780 pe harta lui Cassini.

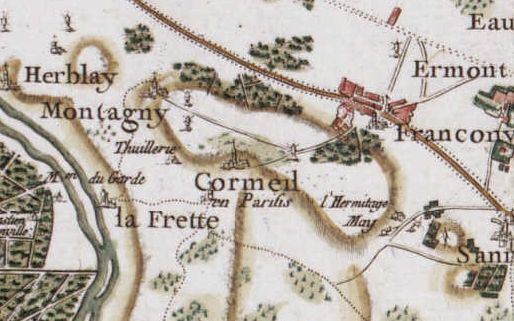
Harta lui Cassini, aproximativ 1780.

- și, conform lui H. Cocheris: Cormolium și Cormeil, dar la date și în documente neprecizate[31].

### Etimologie
Albert Dauzat se bazează pe forma cea mai veche, Cormoletus, și pe existența cuvântului corme („fructul scorușului”), considerat derivat dintr-un latinesc târziu de origine galică, curmi (indeclinabil, atestat în secolul al V-lea), care înseamnă „tip de bere”, pentru a sugera un *Cormell-etum, dotat cu dublul sufix -ELLU (diminutiv) + sufixul galo-roman *-ETU (-etum), care este un sufix colectiv folosit pentru a desemna un grup de copaci aparținând aceleiași specii, de unde sensul general de „mică pădure de scoruși”. Acesta ar fi devenit Cormeilles prin substituirea sufixului. Ernest Nègre îi urmează ideea, dar definește mai precis o variantă *Corm-ul-etum, „grup de scoruși”, căruia i-ar fi urmat termenul în limba d'oïl cormeille la plural, adică „scorușii”. Xavier Delamarre, care tratează despre cuvântul curmi în dicționarul său, precizează că acest cuvânt galic este atestat în alfabetul grec la Dioscoride pentru a desemna o „băutură obținută din orz fermentat”; totuși, el evocă doar Cormeilles (Oise, Curmiliaca în secolul al IV-lea), pe care Dauzat îl consideră o formare în -(i)acum precedată de antroponimul Curmillus și se alătură implicit acestei interpretări, legând, ce-i drept, numele de persoană de galicul curmi, dar fără a-l defini mai departe.
Pierre-Yves Lambert nu este sigur de o legătură între cuvântul galic curmi „bere” (identificat, de exemplu, în inscripția de la Autun: nata uimpi - curmi da „fată frumoasă, dă bere”) și cuvântul francez corme. Rădăcina curmi este regăsită mai sigur în cuvântul cervoise „tip de bere” și în cuvintele înrudite din limbile celtice insulare. Totuși, există un cidru de scoruș numit cormé.
Determinantul complementar -en-Parisis este utilizat pentru a diferenția această localitate de celelalte Cormeilles din Franța și face referire la situația geografică a comunei în Parisis, pe fostul teritoriu al Parisii-lor.

## Istorie

### Preistorie și antichitate
Primele urme de locuire datează din neolitic și din cultura ceramicii liniare: cinci locuințe, aflate la aproximativ treizeci de metri una de cealaltă, în locul actualei gări Cormeilles-en-Parisis, scoase la lumină în timpul lucrărilor din 1890, împreună cu diverse artefacte: ceramică sau fragmente de ceramică, obiecte din silex (percutori, pietre de aruncat, răzuitoare, lame etc.) și gresie (secure șlefuită, piatră de moară, și role etc.). De asemenea, sunt identificate resturi de animale (vite, porci, oi, capre, căprioare). Alte descoperiri de situri au urmat în anii 1960, 1970 și apoi în 2000.
În ianuarie 2015, în cadrul unei săpături preventive efectuate de Institutul Național de Cercetări Arheologice Preventive (INRAP) la nivelul unui sens giratoriu din ZAC des Bois Rochefort, au fost descoperite șase morminte individuale datând din neolitic (4.000 î.Hr., chiar 6.000 î.Hr.). Pe lângă osemintele celor șase persoane descoperite intacte, au fost, de asemenea, exhumate obiecte într-o stare remarcabilă, cum ar fi unelte din coarne de cervide sau un colier de perle.
În același loc al acestei importante descoperiri arheologice, a fost găsit un cuptor datând din epoca galo-romană.

### Evul Mediu
Orașul Cormeilles este menționat pentru prima dată în anul 697, într-un document al regelui merovingian Childebert al IV-lea, care oferă călugărițelor mănăstirii din Argenteuil pădurea regală Cormoletus (se poate citi și Cornioletus) de pe râul Sena, în ținutul Parisis.
În anul 832, numele Cormeilles apare într-un document al abației Saint-Denis, care își exercită autoritatea în calitate de senior al moșiei Cormeilles, statut pe care îl va păstra până la Revoluția franceză (1789).
Biserica din Cormeilles, sau mai degrabă cripta sa, construită de Suger în secolul al XII-lea, este considerată de istorici ai arhitecturii ca un laborator al arhitecturii gotice, anterior construcției bazilicii Saint-Denis. Biserica are un turn înalt, probabil ridicat pe ruinele unuia mai vechi, deoarece, în 1359, în timpul captivitații regelui Ioan, Carol, regentul, ordonă dărâmarea turnului bisericii parohiale, pentru ca inamicul să nu se adăpostească acolo. Totuși, studiile recente ale arheologului Philippe Bylwès și ale istoricului Mathieu Lours permit datarea bazei clopotniței gotice în secolul al XIII-lea (anii 1220-1230), cu o supraînălțare din secolul al XIX-lea (1863-1865), care îi conferă aspectul actual. O interpretare mai precisă a documentului din 1359 indică demolarea - nu a turnului (clopotniței) - ci a „curții bisericii parohiale din Cormeilles”, adică a fortificațiilor care înconjurau edificiul.
Cormeilles era, în acea perioadă, un sat agricol unde se produce în principal vin (stema orașului fiind reprezentată de grâu și viță de vie). Viile din Cormeilles furnizau în anul 862 vinul obișnuit pentru călugării abației Saint-Denis. În secolul al XIII-lea, viticultorii din Cormeilles, cei care nu depindeau de abația Saint-Denis, își cultivau vița de vie în incinte închise de ziduri. Acest sistem de incinte este avantajos dacă este suficient de mare (cel puțin 7-8 arpeni) pentru a ocupa o familie de viticultori, care să aibă locuința în incintă și să includă un teasc. Toponimia ne-a păstrat numele unor astfel de incinte în cartiere, străzi sau alei din Cormeilles (clos Compans, clos Garnier, clos saint Paul, clos de Médon, clos Gory etc.). Viticultorii își comercializau vinul transportând butoaiele pe Sena până la Rouen, unul dintre marile piețe vinicole ale lumii occidentale. Acest lucru este cunoscut prin documente de litigiu ale vremii între acești viticultori și pretorul negustorilor din Paris, care intenționa să le impună taxe pentru această exportare. Se știe că podgoria medievală din Cormeilles avea o calitate onorabilă, deoarece vinul său se vindea bine la Paris și la Rouen, și chiar la Curte: timp de aproape 300 de ani, o familie de viticultori din Cormeilles, familia Lizeray-Mouton, a fost „Chef du Gobelet du Roi”, adică furnizor oficial pentru masa regelui, până la Revoluție.

### Epoca contemporană

#### Secolul al XIX-lea
Studiul unei familii de cultivatori din Cormeilles - familia Lambert - ne oferă informații despre practicile agricole la Cormeilles în secolul al XIX-lea. Între 1811 și 1825, Pierre Étienne Lambert (1784-1836) și soția sa Marie Louise Sophie Warnet (1789-1863) sunt arendașii lui Pierre Claude Théodore Cottin (1760-1827), cel mai important proprietar din Cormeilles, care locuiește într-o vastă reședință de pe Rue Neuve, Petit Château (actualul liceu profesional Le Corbusier), unde se află și ferma. În 1825, familia Lambert își începe propria exploatare în clădiri noi pe care le construiesc în câmpie, lângă noul drum regal de la Paris la Pontoise (actualul bulevard Joffre sau RD 392), loc ce va primi numele de "Petit Cormeilles". Exploatarea lor agricolă ocupă între 26 și 29,5 ha, răspândite în întreaga comună Cormeilles. Cea mai mare parte este dedicată arăturilor (aproximativ 39%), urmată de lucernă (29%), pajiști (14%), pomi fructiferi (11,5%) și, în final, viță de vie (6,5%), mult mai puțin prezentă proporțional decât în restul comunei, care are 35% viță de vie, adică 291 ha de viță de vie din 833 ha de suprafață totală. Familia Lambert crește și păsări și oi (98 de oi în 1836). În a doua generație, cu Charles Jules Lambert (1814-1869) și soția sa Louise Claire Bast (1823-1903), policultura rămâne norma. La moartea lui Charles Jules Lambert în 1869, suprafața cultivată se întinde pe 23,02 ha, distribuite în 22 de parcele (din cele 726 ha și 705 parcele cultivate în Cormeilles). Această importantă exploatare agricolă are două aspecte: pe de o parte, o fermă de culturi mari (cereale, sfeclă furajeră, cartofi, pajiști artificiale, creșterea oilor) și, pe de altă parte, o policultură și creștere de animale destinată autoconsumului (păsări, vacă, porc) și comerțului local (oi, iepuri, păsări, sparanghel, pomi fructiferi).
Familia Lambert se lansează, de asemenea, în fabricarea și comerțul cu ipsos. Zăcământul de ghips din dealul de la Cormeilles, precum și metoda de transformare a ghipsului în ipsos sunt cunoscute încă din epoca galo-romană. Din micile cariere deschise pe versant se extrage mineralul, a cărui exploatare nu a încetat niciodată. În 1830, Pierre Étienne Lambert și Marie Louise Sophie Warnet sunt autorizați să construiască un prim cuptor pentru ipsos, iar în 1832 achiziționează 461 m² de teren pentru a înființa o carieră în aer liber. În generația următoare, cu Charles Jules Lambert și Louise Claire Bast, exploatarea carierei trece de la 0,25 la 3,03 ha în decurs de 25 de ani (între 1843 și 1869) și valoarea acesteia se înmulțește de patru ori. În această perioadă, se asistează la începutul mecanizării. Producția de materiale de construcție este cu adevărat industrializată abia din 1882 de către Jules Hilaire Lambert (1846-1928), care construiește o primă fabrică de ipsos și diversifică producția – ipsos, var și cărămizi – utilizând toate straturile geologice care brăzdează dealul pe aproape 100 m în înălțime. Dezvoltarea carierei beneficiază de nevoile de materiale necesare pentru reconstrucția Parisului (inițiată de baronul Haussmann) și de expansiunea regiunii pariziene. Este perioada în care „ipsosul de Paris” dobândește o mare renume.
În paralel, este cunoscută cariera Émy-les-Prés, care în 1840 este achiziționată de Jean Louis Gabriel Paulmier, fiind preluată în 1846 de Pierre Hippolyte Pointelet și soția sa Marie Julie Demazy, care o revând în 1868 lui Charles Emile Detolle. Acesta din urmă adaugă un cuptor de var în 1875, înainte de a ceda întregul complex (4,79 ha) lui Eugène și Jacques Pascal.
Războiul franco-prusac din 1870 a fost un adevărat calvar pentru locuitorii din Cormeilles-en-Parisis; de fapt, încă din 19 septembrie 1870, orașul cade în mâinile ulanilor prusaci, care se dedau de două ori la jafuri (la 22 septembrie și 4 octombrie 1870) și procedează la rechiziții, a căror valoare totală este estimată între 115 000 și 150 000 de franci. În noaptea de 10 spre 11 octombrie 1870, prusacii descoperă arhivele comunale, din care aruncă o parte într-o fântână. În secret, un consilier municipal coboară în fântână și reușește să salveze cea mai mare parte a arhivelor comunei, dar nu poate recupera un registru al deliberărilor consiliului municipal (1848-1853). După război, orașul primește din partea statului o sumă de 123 445 de franci ca despăgubire pentru daunele sale, sumă ce trebuie împărțită între toți locuitorii din Cormeilles care au suferit prejudicii.
Rețeaua feroviară franceză se construiește, permițând transportul vinurilor din sud: vinul din Île-de-France își pierde treptat importanța (deși a fost cu mult cel mai mare viticultor al teritoriului) și nu supraviețuiește sosirii, la sfârșitul secolului al XIX-lea, a filoxerei. Astfel se încheie istoria vinului pe dealul Cormeilles.
Între anii 1874 și 1877 este construit fortul Cormeilles, proiectat de generalul Séré de Rivières în scopul de a contribui la apărarea Parisului.
Calea ferată ajunge la Cormeilles în 1892, determinând o relativă descentralizare a orașului odată cu instalarea comerțurilor pe bulevardul Gării, care mai târziu devine bulevardul Foch, și la nord de intersecția cu bulevardul Carnot, bulevardul General-Leclerc. La sfârșitul secolului al XIX-lea și începutul secolului al XX-lea, datorită sosirii căii ferate, orașul se dezvoltă rapid. Numeroase familii burgheze se stabilesc în apropierea gării, într-o zonă rurală devenită atât de aproape de Paris. Acestea comandă arhitecților locali vile frumoase, impregnate de gustul epocii pentru eclecticism și Art Nouveau.

#### Secolul XX
În 1902, Jules Hilaire Lambert și cei trei fii ai săi, Charles (1876-1964), Léon (1877-1952) și Fernand (1879-1972), înființează societatea Lambert et ses Fils. În 1908, aceasta devine Lambert Frères & Cie, o societate industrială de prim rang, al cărui nume va rămâne mult timp asociat cu Cormeilles. Producând ipsos, dar și cărămizi, var, ciment etc., cariera Lambert devine una dintre cele mai mari cariere în aer liber din Europa, cu un front de exploatare de 100 de metri înălțime și 1 kilometru lungime.

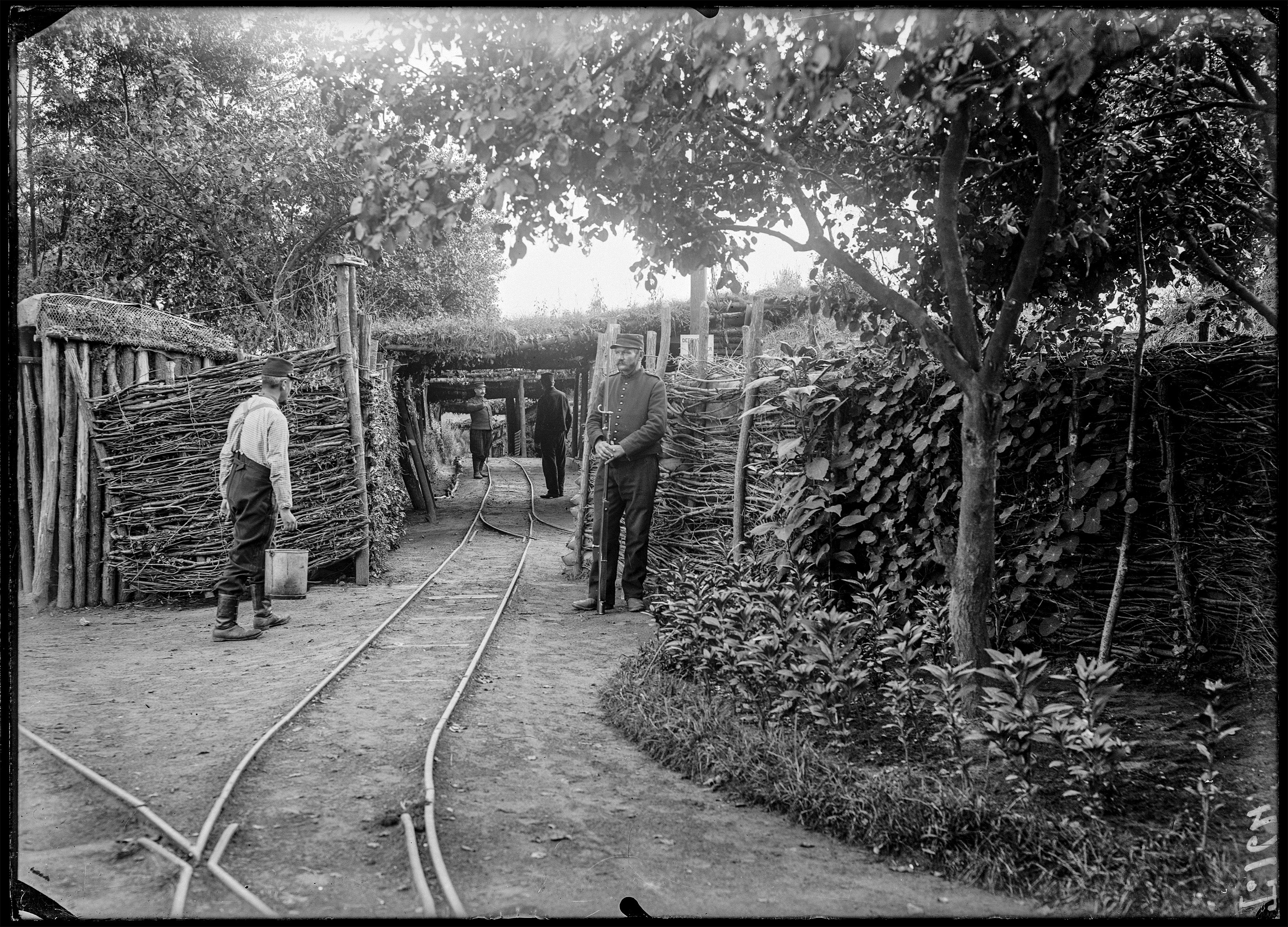
Intrarea în bateria nr. 113 în august 1915.

#### Primul Război Mondial
În timpul Primului Război Mondial, fortul din Cormeilles este un avanpost al apărării antiaeriene a Parisului.

#### Perioada interbelică
În perioada de după Primul Război Mondial, compania Lambert devine un jucător major în industria materialelor de construcție din Franța. Aceasta își completează domeniul industrial prin inaugurarea, în 1931, a unei fabrici gigantice pentru ardere, ambalare în saci și încărcare în vrac, pe malul Senei.
În cursul anilor 1930 și ulterior, a fost importată o importantă forță de muncă exogenă: bretoni, chinezi, polonezi, sârbi, cehi, portughezi, magrebini. Această imigrație timpurie și diversă face parte și astăzi din personalitatea orașului. Ea este, de asemenea, motivul pentru prezența mai multor morminte chinezești și de alte naționalități în cimitirul Moussets.
Dezafectată, cariera Émy-les-Prés exploatată în secolul al XIX-lea și vechile cuptoare de var au servit, în anii 1920 și 1930, ca școală de vânătoare pentru clienții armurieriei pariziene Mainwaring. La sfârșitul anilor 1960, terenurile, devenite proprietatea societății Lambert Frères & Cie, au fost preluate de comună și amenajate pentru a construi acolo sala de festivități Émy-les-Prés (1969) și piscina municipală (1972).

#### Al Doilea Război Mondial
În timpul Ocupației, forțele germane depozitează în fort muniții, în special pentru torpilele subacvatice. După eliberarea Franței, fortul devine închisoare militară, apoi centru de primire pentru harki algerieni și familiile lor și chiar locuință pentru personalul Ministerului Justiției.
Fabrica de ciment a fost achiziționată de societatea Ciments Lafarge în 1970, înainte ca situl dezafectat să fie vândut în 2019 pentru proiectul de urbanism Seine Parisii.

#### De la perioada postbelică până în prezent

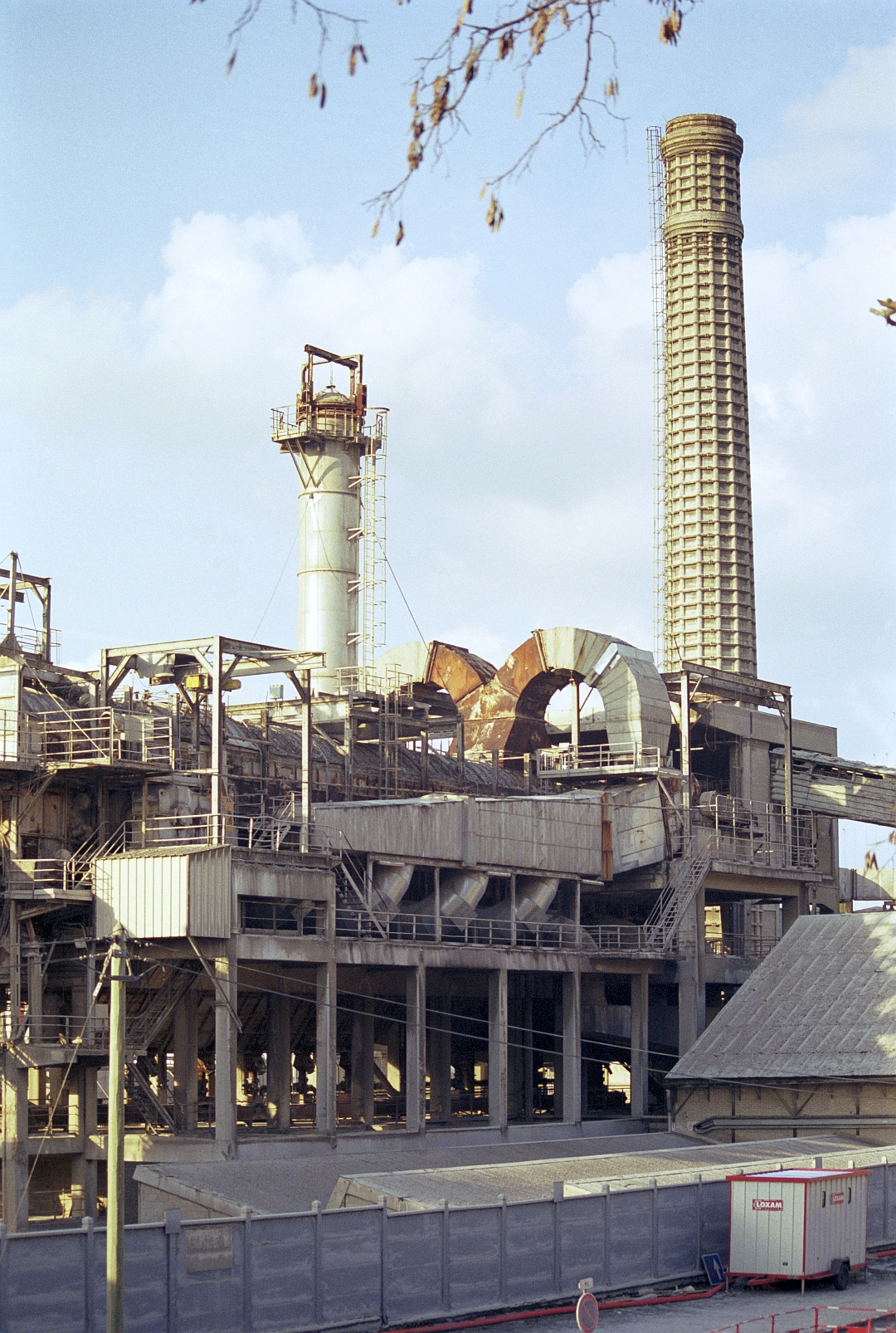
Cuptorul rotativ al fabricii de ciment în 2001.

La începutul anilor 1980, exploatarea carierei era pe cale de a înceta, iar situl era pe punctul de a deveni o groapă de deșeuri pentru produse industriale și periculoase. O mobilizare a cetățenilor, locuitorilor și asociațiilor a permis autorităților publice (aleși locali și ministere) să conștientizeze pericolul și să împiedice acest proiect. Din 1987, cariera s-a extins spre nord, iar părțile de vest și de est, de 100 de hectare, sunt treptat umplute și reîmpădurite în starea lor naturală. În 1990, societatea Plâtres Lambert, împreună cu cariera și fabrica de ipsos din Cormeilles, intră în portofoliul societății British Plaster Board (BPB), care deținea deja în Franța compania Placoplatre. BPB este, la rândul său, absorbită de grupul Saint-Gobain în 2005.
Fortul a servit ca centru de antrenament de comando inter-armate până în 1997.
Mai mult decât în alte părți, prețurile imobiliare din Cormeilles cresc vertiginos, făcând ca orașul să-și piardă treptat cartierele populare (în special cartierul muncitorilor din carieră, demolat în 1994 și înlocuit cu lotizări rezidențiale) și, paradoxal, o parte din farmecul său.

## Populația și societatea

### Date demografice
Evoluția numărului de locuitori este cunoscută prin recensămintele populației efectuate în comuna respectivă începând din 1793. Pentru comunele cu mai puțin de 10 000 de locuitori, un recensământ al întregii populații este realizat la fiecare cinci ani, populațiile legale pentru anii intermediari fiind estimate prin interpolare sau extrapolare.
În 2021, comuna număra 26741 locuitori, în creștere cu +13,02 % față de 2015 (Val-d'Oise: +3,39 %, Franța fără Mayotte: +1,84%).
| An        | 1793 | 1821 | 1841 | 1856 | 1876 | 1886 | 1901 | 1921 | 1936 | 1962  | 1982  | 2006  | 2014  | 2021  |
| --------- | ---- | ---- | ---- | ---- | ---- | ---- | ---- | ---- | ---- | ----- | ----- | ----- | ----- | ----- |
| Populație | 1550 | 1280 | 1219 | 1275 | 2070 | 1836 | 2654 | 4536 | 8460 | 11486 | 14484 | 21503 | 23818 | 26741 |

## Cultură locală și patrimoniu

### Locuri și monumente

#### Monumente istorice
Biserica Saint-Martin, monument istoric clasificat în 1997.
- Situată în partea de sus a străzii Gabriel-Péri, aceasta succede unei biserici romanice, din care au mai rămas doar două capiteluri la începutul navei.
- Principalul senior al localității Cormeilles este abația Saint-Denis: sub conducerea abatelui său, Suger, construcția criptei de sub corul actualei biserici a fost lansată în jurul anului 1145.
- Puțin cunoscută și, în general, închisă publicului, aceasta reprezintă totuși una dintre cele mai vechi două cripte gotice cunoscute, alături de cea a bazilicii Saint-Denis, și are o mare valoare arheologică.
- Corul bisericii, cu absida plată, este construit puțin mai târziu, în ultimul sfert al secolului al XII-lea; apoi a fost prelungit spre vest în prima jumătate a secolului al XIII-lea. Acest cor a evoluat considerabil de atunci, deoarece problemele de stabilitate au dus de mai multe ori la reconstrucții.
- Culoarul sudic, în special, a fost refăcut în întregime în secolul al XVI-lea, în stilul flamboyant. Majoritatea capitelurilor navei sunt de același stil și datează din anii 1515-1525: șase arcade mari au trebuit să fie consolidate sub construcția existentă în acea perioadă. O singură bază de pilon amintește că nava trebuie să dateze inițial din secolul al XIII-lea.
- În afară de capiteluri, biserica nu prezintă nimic remarcabil, cu excepția fizionomiei sale generale, care evocă perioada romanică. Această formă arhaică nu a fost încă explicată, iar datarea clopotniței ridică, de asemenea, probleme, mai ales că a fost reconstruită în mare parte în 1865, împreună cu fațada vestică. În ansamblu, biserica Saint-Martin este un edificiu eterogen și atipic, ceea ce îi conferă, în parte, interesul său[60].

#### Clădiri remarcabile

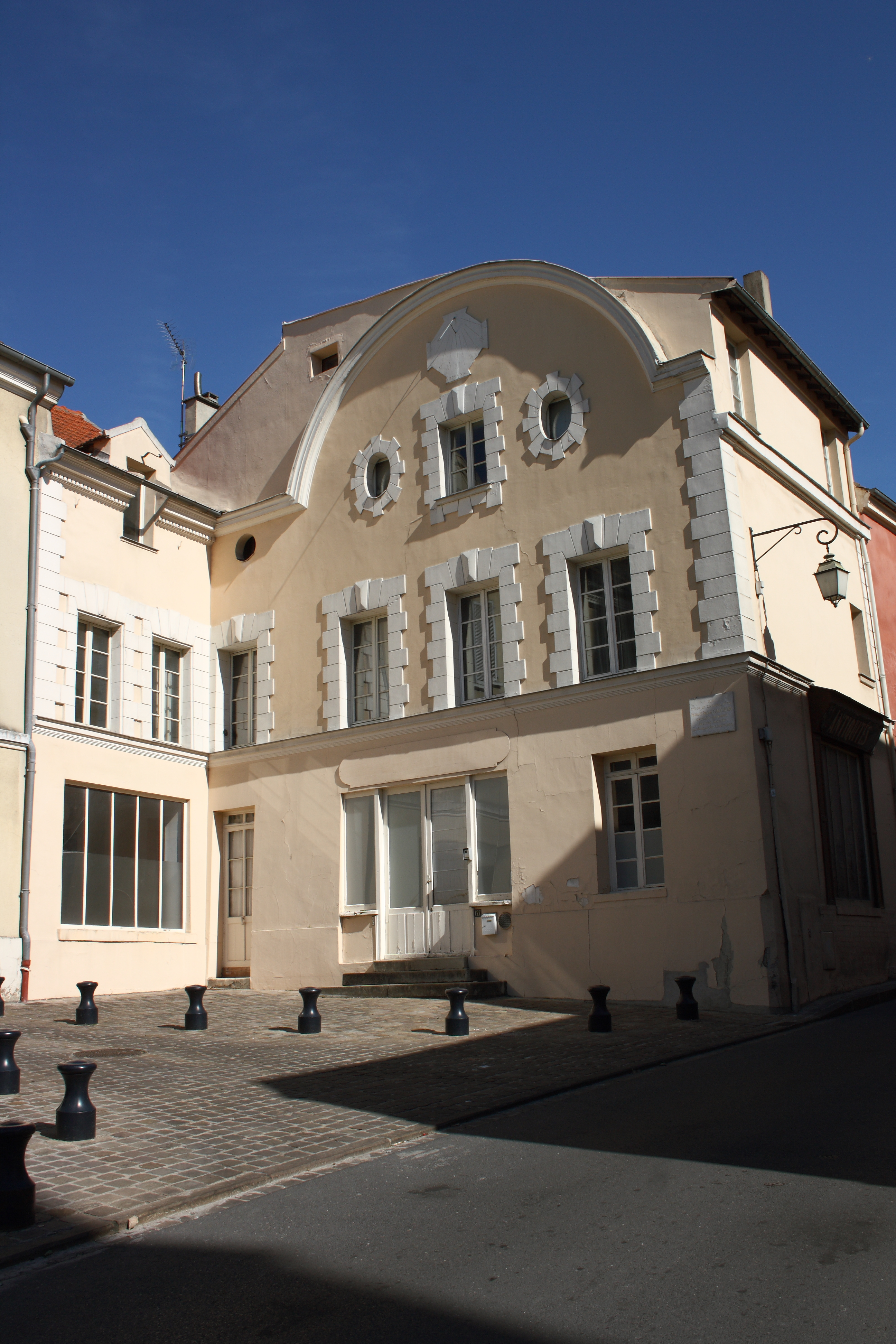
Hôtel de la Prévôté.

##### Anterioare secolului al XIX-lea
Hôtel de la Prévôté, vizavi de numerele 130-132 de pe strada Gabriel-Péri
- În spatele fațadelor sale puternic modificate, se ascunde o clădire din secolele XVI și XVII, sediul pretorului castelanatului din Cormeilles, apoi al judecătorului începând cu secolul al XVII-lea. Aceștia erau reprezentanții abatelui abației Saint-Denis, seniorul locului, exercitând în numele său justiția seniorială. Clădirea conținea sala de audiențe și închisoarea. Odată cu restrângerea drepturilor senioriale sub Ludovic al XIV-lea, abația a fost nevoită să vândă o parte din clădirile sale din Cormeilles, însă aceasta a rămas un bun aparținând abației până la 9 octombrie 1791[61].

Pasajul curții Romanilor, 130 strada Gabriel-Péri
- Acest pasaj sub o clădire păstrează un zid al turnului fortificat al bisericii Saint-Martin, parte din fortificațiile din Cormeilles, demolate la ordinul lui Carol al V-lea pentru a evita ca englezii să pună stăpânire pe sat, în contextul războiului de 100 de ani[61].

Pasaj boltit, 21 strada Gabriel-Péri
- Satul s-a dezvoltat în jurul pieței Bisericii, astfel încât casele au fost construite una în spatele celeilalte, cu un sistem de dezvoltare în profunzime pe terenurile situate în spate. Pentru a permite accesul la curțile astfel formate, au fost deschise mai multe pasaje, inclusiv acest pasaj boltit din secolul al XVII-lea[62].

Casa prințului de Ligne, piața Prosper-Montagné (fosta piață Martray)
- În 1742, abatele André donează această casă construită în 1730, rezervându-i uzufructul și folosința prințului Claude Lamoral II de Ligne. Deși acesta, cel mai probabil, nu a vizitat niciodată Cormeilles, numele său rămâne legat de această proprietate[63]. Se spune că aici compozitorul François-Adrien Boieldieu (1775-1834) ar fi scris opera sa, La Dame blanche. În prezent, este o reședință privată împărțită în mai multe apartamente. Parcul proprietății a fost parcelat pentru construirea de pavilioane și deservit de strada Grădinilor Martray.

Liceul Profesional Le Corbusier
- La adresa 30 rue Jean-Jaurès din Cormeilles-en-Parisis se află o clădire istorică, cunoscută sub numele de "Petit château". În 1679, Courtin de Montbrun a achiziționat această proprietate și, probabil, a reconstruit-o folosind cărămidă și piatră de talie. Acesta a încercat să revendice titlul de senior al Cormeilles, rezervat abatelui de Saint-Denis[63]. În cele din urmă, a obținut titlul de senior al "Quatre-Fiefs" și a adoptat numele de Courtin de Crouÿ, după unul dintre domeniile sale.
- La începutul secolului al XIX-lea, clădirea a aparținut lui Pierre Cottin (1760-1827), unul dintre cei mai mari proprietari din Cormeilles. Ferma asociată domeniului a fost exploatată de familia Lambert între 1811 și 1825[45]. La începutul secolului al XX-lea, sub numele de "Béthanie", clădirea a servit ca loc de convalescență. După cel de-al Doilea Război Mondial, a devenit Liceul Profesional Le Corbusier, specializat în domeniul construcțiilor.

##### Secolul al XIX-lea și primul sfert al secolului al XX-lea
Casa de la nr. 13, strada Thibault-Chabrand
- Aceasta este o veche reședință burgheză a familiei Fortier, care și-a păstrat fațadele autentice din secolul al XVIII-lea, atât pe latura curții, cât și pe cea a grădinii, decorate cu ornamente de ipsos. Orașul a achiziționat această casă în 1934 pentru a găzdui grădinița. În 1993, grădinița s-a mutat într-o nouă clădire vizavi, la nr. 8, strada Thibault-Chabrand. În 1996, Muzeul Ipsosului (asociație de tip 1901[n 12]) și-a deschis porțile în această casă de la nr. 13, strada Thibault-Chabrand[66]. Muzeul a fost mutat în 2012 la "Muzeele reunite", situate la nr. 31, strada Thibault-Chabrand, unde împarte spațiul cu "Muzeul Vechiului Cormeilles". Cu toate acestea, nr. 13 încă adăpostește în 2020 rezervele Muzeului Ipsosului și o parte a școlii de arte plastice din Cormeilles (asociație de tip 1901[n 12]).

Ferma Lambert sau Le Petit-Cormeilles, 74-76 boulevard Joffre
- Pierre Étienne Lambert (1784-1836) și soția sa, Marie Louis Sophie Warnet (1789-1863), construiesc această casă în 1825, unde își stabilesc exploatarea agricolă și deschid un han pe marginea noii rute regale dintre Paris și Pontoise[45][44]. Ferma este extinsă la sfârșitul secolului al XIX-lea. În anii 1900, ferma devine destinată exploatării carierei Lambert. Societatea Lambert Frères & Cie o deține până în anii 1990, oferind cazare pentru o parte din personalul său[46]. Casa găzduiește, de asemenea, cafeneaua Au Bon Accueil. Cea mai veche parte devine un magazin de antichități, în timp ce partea mai nouă este amenajată pentru a deveni casa comunitară „Les Coquelicots”[67].

Castelul Lamazière, 5 avenue Maurice-Berteaux
- Un englez pasionat de cai, domnul Hopkins, a construit acest mic castel în 1840. Turnulețele de colț au fost adăugate abia în 1892, sub conducerea lui Hippolyte Lamazière, ceasornicar la Paris și noul proprietar din 1885.
- În 1909, o parte din grădina decorativă a fost sacrificată pentru a face loc unei noi artere și pieței. În 1943, comuna a achiziționat proprietatea. Castelul a găzduit inițial serviciile tehnice ale primăriei și biblioteca municipală. La un moment dat, castelul a fost ocupat de Muzeul Vechiului Cormeilles, care a fost mutat în 2012 la „Muzeele reunite” de la nr. 31, rue Thibault-Chabrand, și de diverse spații asociative[68]. Între 2012 și 2014, castelul a fost complet renovat; doar două dintre cele patru fațade au fost păstrate și restaurate (fațada de est, cu cele două turnulețe, și fațada de sud), în timp ce celelalte două fațade au fost reconstruite în stil foarte modern. Interiorul a fost complet reconstruit și reamenajat: parterul găzduiește un pub-restaurant cu terasă exterioară, iar primul etaj include o sală de expoziții[69].

Primăria, piața Charles-de-Gaulle
- Clădirea a fost construită pe cheltuiala personală a domnului Thibault în 1870, pe o parte din proprietatea sa, oferită cu generozitate comunei, pentru ca Cormeilles să aibă în sfârșit o adevărată primărie. Anterior, casa comunală se afla în vicariat, adică în locuința vicarului parohiei, situată între biserica Saint-Martin și parohie (casă abandonată în prezent, aflată la nr. 124, rue Gabriel Péri, deoarece se află în stare de ruină). Acest vicariat era localizat la intrarea actualului parc și parcare Daguerre. Această casă comunală, care găzduia și școala de băieți, a fost demolată la sfârșitul secolului al XIX-lea. Pe lângă birourile primăriei, sala de consiliu și de ceremonii de nuntă de la etaj, clădirea construită de domnul Thibault găzduia la parter școala de fete, locuința paznicului comunal și, din 1880, biroul de poștă[70].
- Primăria a fost considerabil extinsă în 1980 într-un stil arhitectural foarte diferit (cu fațade din cărămidă aparentă, sticlă și metal) pe laturile sale de sud și est, intrarea principală fiind acum orientată spre avenue Maurice-Berteaux (la nr. 3). În partea cea mai veche, sala de recepții oficiale este încă utilizată ca sală de ceremonii de căsătorie în 2023.

Fortul de la Cormeilles
- Proiectat de generalul Séré de Rivières, acest fort a fost construit între 1875 și 1878. Autoritățile militare l-au vândut consiliului regional Île-de-France, care l-a cedat Agenției pentru Spații Verzi a regiunii Île-de-France. În 1997, Agenția a încredințat asociației „Les Amis du Fort de Cormeilles” misiunea de a restaura această fortificație și de a o deschide publicului pentru vizitare, cu scopul de a păstra patrimoniul reprezentat de acest edificiu[71][72].

Casa Lambert, 3 rue de Saint-Germain
- Inițial, aceasta este una dintre cele două mari case ale familiei Lambert, proprietară a carierelor și fabricilor Plâtres Lambert. O altă casă, mai mare și de același stil, situată pe rue Carnot, a fost demolată în 1975. Acea casă a servit ca locuință pentru Jules Hilaire Lambert (1846-1928), iar mai târziu pentru fiul său, Charles Lambert (1876-1964), și familia sa. Cealaltă casă, cea care s-a păstrat, de pe rue de Saint-Germain, a fost locuința lui Charles Lambert și apoi locuința de serviciu a directorilor fabricii. În prezent, este sediul unei agenții de vânzări și gestionare imobiliară, „Agence Vaslin”. Stilul pitoresc, cu utilizarea pietrei meulière, a cărămizii roșii și ocru, a bârnelor și a structurilor de lemn proeminente, este caracteristic suburbiei pariziene de la începutul secolului XX și se regăsește și pe aliniamentul celor zece case identice de pe rue Victor-Hugo, destinate cadrelor societății Lambert Frères & Cie. Este de remarcat că aceste case sunt construite aproape de centrul orașului și la o anumită distanță de cartierele muncitorești Lambert, din zona La Carrière[73].

Vila Les Ravenelles, situată la nr. 17, rue de Saint-Germain
- A fost construită în 1902 de arhitectul Jacques Defresne (1848-1936) din Argenteuil, pentru proprietarul său, domnul Levaire, în contextul în care linia de cale ferată, deschisă în 1892, aduce Cormeilles la doar 25 de minute de Gara Paris Saint-Lazare. Lucrările au fost realizate de compania de zidărie Renaud din Cormeilles, care a funcționat până în 2017[74][75].

Vila Suzanne, situată la nr. 4, rue de Saint-Germain, aproape vizavi de Les Ravenelles
- Este unul dintre rarele exemple de Art Nouveau din Val-d'Oise. Construită între 1904 și 1905, vila a fost inițial proprietatea lui Théodule Caillat, brutar în Paris, și a soției sale, Marie-Annette Ricard, care au numit-o după fiica lor, Suzanne, născută în 1899. Domnul Caillat a murit în 1916, iar casa a fost vândută în 1917. În spatele casei, de cealaltă parte a drumului Sartrouville, numit astăzi Vieux-Chemin de Sartrouville, se afla o livadă imensă care a fost vândută și parcelată după cel de-al Doilea Război Mondial[76]. O celebră carte poștală veche o reprezintă la începutul secolului XX[74].

Le Clos Fleuri, situat la 50 rue Carnot
- Este un pavilion construit din piatră și cărămidă de culoare galbenă deschis, proiectat de arhitectul Henri Valette (1874-1936). Numele său este inscripționat pe stâlpul stâng al porții.

Trei case din Cormeilles realizate de arhitectul local Henri Lecœur (1867-1951)
- Nr. 9, rue Aristide-Briand

Arhitectul evită monotonia fațadei prin utilizarea a două travee. Cea din dreapta, ușor retrasă, este evidențiată de o ușă surmontată de o mare marchiză, iar cea din stânga, de o fereastră mare în acoperiș, decorată cu un fronton deosebit de elegant.
- Nr. 25, rue Boïeldieu

Construită la începutul secolului XX, casa este de stil normand. Partea din spate se remarcă prin balustrade frumoase de inspirație Art Nouveau.
= Nr. 15, rue du Martray
Numeroși locuitori din Cormeilles s-au născut în această casă, care a fost cabinetul moașei, doamna Frot.
Vila în stil 1900 situată la nr. 26, rue Vignon

##### Secolul XX începând cu 1930
Vila în stil maur, situată la colțul străzilor Charcot și Mardelle.
Noua primărie și clădirile publice.

##### Secolul XXI
Biserica Christ-Roi, situată la nr. 40, rue de Saint-Germain
- După o istorie începută în anii 1930[n 13], când o capelă „provizorie” a fost construită în 1937 pe un teren cumpărat de un preot – un „provizoriu” care a durat 63 de ani – capela, devenită prea deteriorată, a fost demolată în 2000. O biserică ultra-modernă, cu 450 de locuri, a fost construită începând cu 2006, orientată spre vest, în funcție de dispunerea terenului și a infrastructurii publice. Primul serviciu religios a fost celebrat în 2007, în prezența episcopului de Pontoise[77]. Sculptoarea cormeillaisă Françoise Baron a realizat drumul crucii[78] din bronz, turnat de turnătoria de artă Chapon din Bobigny[79] și instalat în 2017 cu ocazia unor solemnități religioase. În 2023, este în curs o subscripție pentru adăugarea unui clopotniță.

#### Fântâni
Fântâna Saint-Martin și spălătoria Martray, situate pe aleea Fontaine-Saint-Martin
- Fântâna, menționată încă din 1518, pare să fie chiar mai veche și probabil a motivat amplasarea primului sat. Spălătoria datează cel puțin din secolul al XVIII-lea, deoarece există o documentație privind o reparație din anul 1802[80].

Fântâna și spălătoria din Chênet, piața Cauchoix
- Încă de la începutul epocii moderne, sursa de apă a fost un bun comunal. Aceasta alimenta pârâul Messeigneurs, un fost afluent al Senei. René de Longueil, magistrat al vremii, a deturnat o parte din debitul izvorului pentru a alimenta castelul Maisons-Laffitte, pe care l-a construit. În schimb, în 1647, el a construit o spălătorie și un adăpător în locul numit „le Chesnet”[80]. Acestea au fost demolate în 1973, cu ocazia amenajării pieței Cauchoix. Un proiect de renovare a sitului, cu refacerea sursei de apă și reabilitarea pieței Cauchoix, este în discuție încă din 2017[81][82].

#### Piețe
Esplanada Émy-les-Prés
- Pe partea laterală a sălii de sport, între numerele 30 și 40 de pe strada Émy-les-Prés, această esplanadă, parțial acoperită cu iarbă, situată la poalele carieri, abandonat din anii 1930, poate găzdui circuri și târguri și este locul tradițional pentru focul de artificii de 14 iulie.

Esplanada Ferrier
- Un fost primar a dat numele său acestei mari esplanade (116 × 65 metri), construită în 2014, operă a arhitectului urbanist Benjamin Fleury, și care se află în centrul mai multor echipamente publice: teatru, piscină, teren multisport, școală de muzică și dans, complex sportiv. Este situată pe strada Saint-Germain, vizavi de Studios240, între teatrul Cormier și complexul sportiv Léo-Tavarez. Două spații sunt concepute pentru a găzdui evenimente precum sărbătoarea muzicii sau retransmiterea evenimentelor sportive. Iluminatul său, cu stâlpi și lumini, animă spațiul[83].

#### Sculpturi
Bustul lui Louis Daguerre
- Vizibil la intrarea în piața Daguerre, situat pe latura sudică a bisericii Saint-Martin. Este o sculptură din bronz realizată de sculptorul Charles-Romain Capellaro (1826-1899) și așezată pe un piedestal din piatră, proiectat de domnul Alfred Leclerc, arhitectul-șef al castelului Versailles. Inaugurat pe 26 august 1883 datorită unei subscripții internaționale, bustul a fost îndepărtat în 1942 în timpul ocupației germane pentru a fi topit. A fost reinstalat în 1957 cu ocazia celor 170 de ani de la nașterea lui Daguerre. Pentru cei 230 de ani, bustul a fost restaurat la inițiativa Muzeelor Reunite și inaugurat pe 23 septembrie 2017 de către Yannick Boëdec, primarul orașului, în cadrul unei reconstituiri în costume de epocă a primei inaugurări (1883)[84][85].

Monumentul eroilor, piața 11 Novembre
- Sculptură din bronz numită „Gloria” de Albert Bartholomé (1848-1928), inaugurată în 1921. Artistul s-a folosit de una dintre operele sale anterioare, al cărei model original din ghips (1912) este păstrat la Musée d'Orsay, modelul uneia dintre sculpturile grupului ridicat în 1912 la Panteon pentru monumentul dedicat lui Jean-Jacques Rousseau[86][87].

Placa monumentului eroilor din Damiette, oraș din Algeria înfrățit odinioară cu Cormeilles
- Instalată la acea vreme în primăria din Damiette, a fost repatriată la Cormeilles după independența Algeriei. Această placă se află în holul vechii primării din Cormeilles din 30 iunie 1963. Basorelieful din marmură este o lucrare realizată în 1920 de sculptorul Joseph Riolo din Alger. Acesta aduce un omagiu combatanților francezi și algerieni care au murit pentru Franța[n 14] în timpul celor două războaie mondiale și care locuiau în Damiette[89].

Bustul generalului de Gaulle situat în mica piață Charles-de-Gaulle
- În stânga fațadei vechii primării, cu spatele la peretele vestic al castelului Lamazière, în fața numărului 24 bis de pe strada Thibault-Chabrand.

Tinerețe, sculptură de Raymond Réal Pedretti (1905-1968), amplasată în fața sălii de festivități, între numerele 30 și 40 de pe strada Émy-les-Prés
- Oferită de sculptor orașului.

Luptătorii, sculptură din bronz de Gérard Ramon (1935-2021), situată în fața sălii de sport Léo-Tavarez, la numărul 129 de pe strada Saint-Germain.

#### Stele comemorative
Stela comemorativă pentru execuția lui Pierre Riera și Henri Christy de către naziști pe 25 august 1944
- Se află pe locul unde s-au petrecut faptele, la numărul 81 de pe strada Saint-Germain[90].

Stela comemorativă a Comandantului Kieffer
Situată în colțul estic al intersecției dintre străzile Franconville, Louis Gonse, Mauberger și strada comandantului Kieffer, unde a locuit la numărul 30 din 1951 până la decesul său în 1962. Această stelă amintește de rolul său în timpul eliberării Franței. A fost inaugurată pe 31 mai 1986, apoi renovată și mutată 30 de ani mai târziu, la începutul străzii, cu ocazia unei ceremonii publice pe 19 noiembrie 2016, în prezența lui Léon Gautier, fost membru al Comandourilor Kieffer, care avea atunci 94 de ani. La comemorarea a 60 de ani de la dispariția sa, în noiembrie 2022, o placă a fost montată pe peretele casei sale în cadrul unei ceremonii publice: „Aici a locuit Philippe Kieffer între 1951 și 1962, Companion al Eliberării, 1899-1962, creator al commandourilor Marinei” (cu un desen al unui pumnal al commandourilor așa cum este reprezentat pe insigna beretelor verzi). Apoi, au fost depuse coroane de flori la baza stelei, la începutul străzii, în onoarea sa, iar după-amiaza, la Studiourile 240, a avut loc o conferință susținută de Benjamin Massieu de la Universitatea din Caen, specialist în istoria militară a Franței libere și a eliberării, autor a două lucrări notabile despre Philippe Kieffer, publicate în 2013 și 2020. Această ceremonie a marcat apogeul evenimentelor organizate pentru a 60-a aniversare, care au început la începutul lui noiembrie cu o expoziție despre Comandantul Kieffer și comandoul său la galeria Lamazière.

### Personalități
- Ignațiu de Loyola (1491-1556) a trecut pe jos prin Cormeilles în drum spre Rouen în iulie 1529, unde a trăit o extază mistică ce l-a marcat atât de profund încât a menționat-o în autobiografia sa intitulată Relatarea Pelerinului.
- Guy Patin (1601-1672), celebru medic al vremii sale, avea o casă de vacanță primită de la socrii săi, situată la numărul 2 pe strada Vallée aux Vaches[95], la colțul străzii care acum îi poartă numele, la nord de Cormeilles, pe care o aprecia foarte mult și despre care a vorbit frecvent în corespondența sa[96]. Meritul său constă mai puțin în calitățile sale medicale, deoarece viziunea sa asupra medicinei secolului al XVII-lea este foarte tradițională, cât în rolul său de epistolar, a cărui voluminoasă corespondență oferă informații prețioase despre epoca sa în diverse domenii[97]. Fiul său, Robert Patin, și el medic renumit în timpul său, a murit la Cormeilles pe 1 iunie 1670 și a fost înmormântat în biserica din Cormeilles, la fel ca și celălalt fiu al său, FrançoisDelorme, Emile (1907). Histoire de Cormeilles-en-Parisis (în franceză). Paris: Impr. de P. Dupont. p. 69.</ref>.
- François-Adrien Boïeldieu (1775-1834), compozitor, cunoscut în special pentru opera sa "La Dame blanche", compusă în 1825. Această operă a fost creată în Cormeilles-en-Parisis, unde o stradă îi poartă numele în onoarea sa.
- Louis Daguerre, născut pe 18 noiembrie 1787 la Cormeilles-en-Parisis (Grande-Rue, actualmente strada Gabriel-Péri la nr. 105, unde o placă îi amintește[98]), a decedat pe 10 iulie 1851, la vârsta de 63 de ani, la Bry-sur-Marne. Artist pictor, decorator de teatru și operă, creatorul Dioramei, el este co-inventator, împreună cu Nicéphore Niépce în 1827, al unui prim procedeu fotografic, pe care Daguerre îl perfecționează după moartea lui Niépce. El inventează daghereotipul, pe care îl face public în 1839. O stradă, precum și primul colegiu public al orașului, deschis în 1972, îi poartă numele.
- Adolphe Nourrit (1802-1839), tenor francez și libretist de mare renume în toată Europa în timpul său, a locuit la Cormeilles cu soția sa și cei șapte copii, începând din jurul anului 1825 până în 1838, pe strada Sannois, acum strada Commandant Kieffer. El a participat activ la viața comunală: în fiecare an organiza sărbătoarea patronală „cu o slujbă cu orchestră mare [...], o mare parte din cântăreții și muzicienii academiei regale de muzică se grăbeau anual să contribuie la fastul acestei ceremonii, care se termina întotdeauna cu o colectă generoasă în favoarea săracilor din Cormeilles-en-Parisis.”[99] Cormeilles i-a onorat memoria dând numele său unei străzi, dar în 1945 aceasta a fost redenumită în Avenue de la Libération. Numele lui Adolphe Nourrit apare totuși pe multe cărți poștale vechi din Cormeilles[100].
- Louis Hayet (1864-1940), pictor neoimpresionist, a decedat la Cormeilles. Al doilea colegiu din oraș, construit în 2003, îi poartă numele.
- Pierre Monteux (1875-1964), dirijor, a locuit pe Rue Neuve, cunoscută astăzi sub numele de Rue Jean-Jaurès.
- Philippe Kieffer (1899-1962), erou francez al Zilei Z (6 iunie 1944), a condus comandoul Beretelor Verzi și a fost numit companion al Eliberării. După război, s-a stabilit inițial în Normandia, unde a devenit consilier municipal la Grandcamp-Maisy (Calvados) și consilier general al departamentului Calvados. Apoi, în 1951, s-a mutat cu familia sa la Cormeilles, la numărul 30 pe strada Sannois, într-o casă numită "La Sarcelle"[101], unde a murit în 1962 în urma unui accident vascular cerebral. Slujba de înmormântare a avut loc în biserica din Cormeilles, după care a fost înmormântat în Normandia, la Grandcamp-Maisy (Calvados), unde familia sa deținea o reședință. Strada locuinței sale din Cormeilles, Rue de Sannois, a fost redenumită în 1963 Rue du Commandant-Kieffer, în onoarea sa. Până la închiderea lor în 2022, Muzeele reunite din Cormeilles i-au dedicat un spațiu. O stelă a fost ridicată la intrarea străzii care îi poartă numele, iar o placă murală a fost amplasată pe casa sa în semn de omagiu. Numele său a fost acordat în 2023 noului liceu general din Cormeilles.
- Eddie Constantine (1917-1993), actor și cântăreț, a locuit în jurul anului 1952 la Villa Chante Bise, pe Route Stratégique, într-o casă situată vizavi de Rue Paul-Bloch. Această casă a fost demolată în 1999.
- Jean Raymond (1919-2011), humorist și chansonnier francez, a locuit pe Rue de Montigny.
- Georges Cziffra (1921-1994), pianist virtuoz, a locuit la numărul 8 pe Rue de Montigny, în vila Le Paradou.
- Bernard Musson (1925-2010), actor francez cu peste 250 de filme în palmares, s-a născut aici.
- Bernard Tapie (1943-2021), om de afaceri și om politic francez, a locuit câțiva ani la Cormeilles, la numărul 8 pe strada Montigny, în vila Le Paradou.
- Michel Delpech (1946-2016), cântăreț și compozitor, și-a petrecut adolescența aici, părinții săi locuind pe strada Rue de la Paix, în cartierul Val d'Or.
- Robert Hue (1946-), om politic francez, primar al comunei vecine Montigny-lès-Cormeilles (1977-2009), secretar național al Partidului Comunist (1994-2002), deputat (1997-2002) al celei de-a 5-a circumscripții din Val-d'Oise, deputat european un an în 1999-2000, președinte al Partidului Comunist Francez din octombrie 2001 până în aprilie 2003, senator între 2004 și 2017, fondator în 2009 al Mișcării Progresiste (MuP), pe care a condus-o până în 2017, s-a născut și a urmat școala la Cormeilles-en-Parisis.
- Stéphane Diagana (1968-), campion mondial la 400 m garduri, locuiește la Cormeilles, unde începe să practice atletismul și unde își desfășoară o parte din carieră (1979-1986).
- Boris Diaw (1982-), baschetbalist, s-a născut aici. A jucat în NBA din 2003 până în 2017.

## Înfrățiri
- Anglia – Ware - din 1999.
- Portugalia – Baião - din 2018.